# Guillaume Widmer
Pour les articles homonymes, voir Widmer.
Guillaume Widmer, né le 24 juillet 1906 à La Possonnière (Maine-et-Loire) et mort le 28 juin 1968 à La Rue-Saint-Pierre (Oise), est un haut fonctionnaire français.

## Biographie
Guillaume Widmer est le fils de Paul Philippe René Widmer (1879-1955) et d'Antoinette Louise Demarest (1883-1961). Après des études de philologie et de droit, il est employé à la direction de la Banque nationale française du commerce extérieur de 1926 à 1931 puis comme avocat à la Banque de l'Indochine de 1931 à 1939 ; il est fondé de pouvoir à Shanghai de 1937 à 1939. Le 8 mai 1928, il épouse Marthe Marguerite Laedlein (1905-1964), avec laquelle il a deux filles.
Mobilisé au début de la Seconde Guerre mondiale, il sert successivement au 16e et au 9e RIC en Indochine française de 1939 à 1941, avant d'être démobilisé et rapatrié en France. Il entre dans la Résistance et exerce dans la clandestinité les fonctions de délégué militaire de la Région II. Évadé par l'Espagne en 1943, il entre au Bureau central de renseignements et d'action le 4 juillet 1943. En 1944, Guillaume Widmer, alias « Cloître », succède à Louis Burdet, alias « Circonférence », comme délégué militaire régional de la Région II.
Après la guerre, il dirige le gouvernement militaire du Wurtemberg-Hohenzollern (1945-1952), Claude Hettier de Boislambert étant gouverneur de Rhénanie et du Palatinat (1945-1951), territoire qui correspond aux länder de Rhénanie-Palatinat et de Sarre, et Pierre Pène gouverneur du Pays de Bade (1946-1952).
De 1954 à 1958, il est haut fonctionnaire au ministère de la Défense (1954-1958). Il rejoint le personnel de Jacques Chaban-Delmas, dont il est directeur de cabinet au ministère de la Défense de 1957 à 1958 puis à la présidence de l'Assemblée nationale de 1959 à son suicide en 1968,.
Membre de l'Association des Français libres, il était président de sa section de zone sud en Allemagne occupée et de l'Amicale des réseaux action de la France combattante.